# 森長組
株式会社森長組（もりちょうぐみ）は日本の中堅総合建設会社であり、本社は兵庫県南あわじ市に所在する。略称は森長（もりちょう）。総合建設会社で、海洋土木に強みがある。

## 沿革
- 1920年：創業
- 1956年：会社設立
- 1964年：神戸営業所を開設
- 1965年：知事登録を大臣登録へ変更
- 1972年：法改正により兵庫県知事許可の特定建設業者となる
- 1978年：事業拡大に伴い神戸営業所を神戸支店とする
- 1984年：津名支店を開設
- 1985年：大阪支店を開設
- 1985年：知事許可を大臣許可に変更
- 1986年：東京営業所を開設
- 1992年：事業拡大に伴い東京営業所を東京支店とする
- 2005年：洲本営業所を開設
- 2006年：組織変更に伴い神戸支店と大阪支店を統合し、関西支店とする
- 2008年：大阪営業所を開設
- 2011年：東北営業所を開設、佐用営業所を開設
- 2012年：姫路営業所を開設

## 施工物件
| 建築物件 - みなと銀行洲本支店 - 神戸空港VOR/DEM局舎 - ホテルプラザ淡路島 - 淡路夢舞台野外劇場棟 - 中林病院 - 森長組神戸支店 - 日本建築総合試験所 | 海洋土木 - 明石海峡大橋 - 来島海峡大橋 - 東京国際空港 - 岩国飛行場 - 第二神明道路 - 神戸製鋼所神戸発電所 - コスモ石油坂出製油所 - 東京湾横断道路川崎人工島 - 台湾電力興達発電所 |

一般土木
- 兵庫県立淡路景観園芸学校
- 洲本ゴルフ倶楽部
- 洲本川
- 牛内ダム
- ホテルニューアワジ風力発電施設